# El joc de la veritat
El joc de la veritat (títol original en anglès: Game of Truth) és un documental del 2021, dirigit i escrit per Fabienne Lips-Dumas, sobre els crims sense resoldre durant el conflicte nord-irlandès. L'argument parteix de la constatació que més de la meitat dels 3.500 assassinats entre finals de la dècada del 1960 i l'Acord de Divendres Sant del 1998, estaven pendents de resoldre en el moment de l'estrena de la pel·lícula. La cinta pretén explicar alguns dels casos i segueix les famílies que es manifesten pels carrers de Belfast reclamant l'aclariment d'aquestes morts. El documental també analitza la relació entre l'estat britànic i les bandes paramilitars unionistes, a banda d'analitzar les cicatrius del conflicte vint anys després del tractat de pau.
És una producció de Domino Production - Seppia - New Decade en coproducció amb Radio-Télévision belge de la Communauté française. L'11 de gener de 2022 es va estrenar el doblatge en català al programa Sense ficció de TV3.